# Kröning
Kröning er en kommune i Landkreis Landshut, i regierungsbezirk Niederbayern i den tyske delstat Bayern. Verwaltungsgemeinschaft Gerzen.

## Geografi
Kröning ligger i det niederbayerske bakkeland mellem Vilsdalen og Isardalen.
Til kommunen hører ud over Kröning disse landsbyer
- Kirchberg
- Dietelskirchen
- Jesendorf
- Wippstetten
- Grammelsbrunn

Området er kendt for sit keramikhåndværk, basseret på lokale forekomster af ler.

## Nabokommuner
- Aham
- Gerzen
- Vilsbiburg
- Geisenhausen
- Adlkofen
- Niederaichbach
- Niederviehbach
- Loiching